# 483

## Nașteri
- dată necunoscută: Bodhidharma  (d. 540)

## Decese
- 10 martie: Papa Simpliciu  (n. 420)